# 可理解性
在哲学中，与感官相比，可理解性是指從心靈理解的部份。可理解的方法是思考思想本身，或從人的思想反思自己。柏拉图提到了数学、絕對、第一原理、逻辑推论和辩证法均為可理解的领域。思考可理解性的领域不一定需要任何视觉图像、感官印象和精神内容的物质原因。笛卡尔提到了这种思考自己的思想方法，而没有感觉上的幻想。康德对先验知识也有类似的主张，但先验知识被认为与经验的内容无关。

## 用法
具有可理解性的对象或概念可以称为可理解性。一些可能的例子是数字和不矛盾律的逻辑定律。
可理解的事物与可见的事物之间存在区别。例如，柏拉图就以線喻作出區分，称为可理解的世界和可见的世界。 

## 例子
一般认为绝对性仅是部分可理解的。绝对是无条件的现实概念，它超越有限、有条件的存在。它有时被用作神學的术语。其他类似的概念還有“第一因」和「不動之動者” 。

## 參看
- 線喻
- 柏拉圖主義
- 柏拉圖
- 第一因